# Sébastien Leroux
Pour les articles homonymes, voir Leroux.
Sébastien Leroux, né le 27 février 1974, est un homme politique français. Il est sénateur de l'Orne de 2017 à 2018.

## Biographie
Il est maire de Putanges-le-Lac,,,.
Le 24 septembre 2017, il est élu sénateur de l'Orne,,,,,. Son élection est annulée par le Conseil constitutionnel le 13 avril 2018 qui considère qu'il était inéligible à la date du scrutin car membre de cabinet du président du conseil départemental.